# Rallye Korsika 1978
Die 22. Rallye Korsika war der 10. Lauf zur Rallye-Weltmeisterschaft 1978. Sie fand vom 4. bis zum 5. November in der Region von Ajaccio statt.

## Bericht
Beim vorletzten Weltmeisterschaftslauf auf Korsika siegte das Fiat-Werksteam erneut. Mit der Sicherheit den Marken-Weltmeistertitel bereits gewonnen zu haben, realisierten die Italiener einen Dreifachsieg. Jean-Claude Andruet führte das Gesamtklassement bis zur zweitletzten Wertungsprüfung an. Doch dann bekam sein Fiat 131 Abarth Kupplungsprobleme und er musste den Sieg Bernard Darniche überlassen.

## Klassifikationen

### Endergebnis
| Rang | Fahrer              | Co-Pilot                | Auto                     | Zeit (Std./Min./Sek.) | Rückstand Sieger (Min./Sek.) Rückstand V (Min./Sek.) |
| ---- | ------------------- | ----------------------- | ------------------------ | --------------------- | ---------------------------------------------------- |
| 1    | Bernard Darniche    | Alain Mahé              | Fiat 131 Abarth          | 6:47:34               | 00:00                                                |
| 2    | Jean-Claude Andruet | Michèle Espinosi-Petit  | Fiat 131 Abarth          | 6:51:59               | 04:25                                                |
| 3    | Sandro Munari       | Mario Manucci           | Fiat 131 Abarth          | 6:52:59               | 05:25 01:00                                          |
| 4    | Jacques Alméras     | Claude Perramond        | Porsche 911              | 6:57:44               | 10:10 04:25                                          |
| 5    | Michèle Mouton      | Françoise Conconi       | Fiat 131 Abarth          | 6:58:12               | 10:38 00:28                                          |
| 6    | Pierre-Louis Moreau | Patrice Baron           | Porsche 911              | 7:05:11               | 17:37 06:59                                          |
| 7    | Jean-Pierre Nicolas | Vincent Laverne         | Opel Kadett GT/E         | 7:06:09               | 18:35 00:58                                          |
| 8    | Daniel Rognoni      | Gilbert Dini            | Porsche 911              | 7:17:55               | 30:21 11:46                                          |
| 9    | Claude Balesi       | Jean-Paul Cirindini     | Alpine-Renault A110 1800 | 7:19:19               | 31:45 01:24                                          |
| 10   | Christian Dorche    | Jean-François Fauchille | Opel Kadett GT/E         | 7:31:03               | 43:29 11:44                                          |

Insgesamt wurden 37 von 116 gemeldeten Fahrzeuge klassiert:

### Herstellerwertung
| Pos. | Team    | Punkte |
| ---- | ------- | ------ |
| 1    | Fiat    | 134    |
| 2    | Opel    | 96     |
| 3    | Ford    | 82     |
| 4    | Porsche | 79     |
| 5    | Lancia  | 49     |

Die Fahrer-Weltmeisterschaft wurde erst ab 1979 ausgeschrieben.